# Capers Funnye
Capers C. Funnye Junior est un Juif afro-américain, rabbin de la communauté "Shalom B’nai Zaken Ethiopian Hebrew" de Chicago (États-Unis), dont la très grande majorité des 200 membres est afro-américaine. C'est le premier rabbin noir du "Comité des Rabbins de Chicago", qui est membre du bureau du Jewish Council pour les Affaires urbaines et de l' American Jewish Congress du Midwest. Il est aussi actif à l'Institute for Jewish and Community Research (Institut de recherche juive et communautaire), qui s'occupe des communautés juives noires hors des États-Unis, telles que les Beta Israel en Éthiopie et les Juifs Igbo au Nigeria.
La communauté a été fondée par Funnye en 1985 comme une ramification de "Commandment Keepers", une secte juive fondée par le rabbin noir nigérian Wentworth Arthur Matthew, mais jamais reconnue officiellement par les autorités juives,. Funnye a été ordonné rabbin par l'Académie rabbinique israélite en 1985. En 1996, Funnye était le seul rabbin officiel noir de la région de Chicago à être reconnu par les communautés juives. Il est Bachelor of Arts en études juives et a obtenu un master en Gestion des relations humaines de l'Institut d'études juives Spertus de Chicago.
Comme la plupart des membres de sa communauté, le rabbin Funnye n'est pas de famille juive. Il est d'abord chrétien méthodiste, mais insatisfait de cette religion, il a comparé plusieurs religions, y compris l'islam, avant de décider de se convertir au judaïsme, sentant dans cette religion un sens de libération intellectuelle et spirituelle dans l'interrogation permanente qu'elle encourage.
En plus des membres afro-américains, la communauté comprend aussi quelques hispaniques et des blancs, nés juifs ou qui se sont convertis au judaïsme. Comme le judaïsme ne pousse pas les non-juifs à se convertir, les membres non-juifs de la communauté doivent au préalable étudier le judaïsme pendant au moins une année avant d'entamer la procédure de conversion traditionnelle qui nécessite la circoncision rituelle des hommes et l'immersion rituelle des femmes dans un mikvé. La synagogue a une position située entre le judaïsme conservateur et le judaïsme orthodoxe moderne avec des influences afro-américaines; tandis que les hommes et les femmes sont séparés comme dans une synagogue orthodoxe, un chœur chante des spirituals au son d'un tambour. La synagogue de la communauté est actuellement une ancienne synagogue ashkénaze située dans les environs de Marquette Park au sud-ouest de la ville.
Bien que l'idée de Juifs afro-américains est parfois accueillie avec scepticisme, le rabbin Funnye affirme: « Je suis un Juif, et cela franchit toutes les barrières de couleurs et de races. »
Le rabbin Funnye est cofondateur avec Michelle Stein-Evers et Robin Washington, de l'Alliance of Black Jews (Alliance des Juifs noirs), formée en 1995.
Funnye croit que les Hébreux de la Bible étaient des Noirs. Il déclare qu'il ne fait aucune discrimination contre les blancs, mais reconnaît que certains juifs blancs sont racistes, ce qui entraîne quelques juifs noirs à avoir un comportement raciste anti-blanc. Il estime que c'est ce type de discrimination qui a conduit à la création de groupes noirs ultranationalistes et racistes comme la Nation of Yahweh. Funnye critique Louis Farrakhan pour ses commentaires contre les juifs.